# Mơ hồ (album)
Mơ hồ (曖昧, tức "Ái muội"), tên tiếng Anh là My Intuition hay Ambiguous, là album solo đầu tay của Dương Thừa Lâm phát hành tháng 9/2005. Chính bộ phim Định mệnh (Devil beside you) và album này đã khiến cho cô trở thành 1 nữa ca sĩ nổi tiếng nhất nhì Đài Loan và là một trong những ca sĩ Đài Loan được biết đến nhiều nhất tại Hồng Kông.
Sau thành công của Mơ hồ bản 1, công ty Sony BMG (Đài Loan) đà phát hành tiếp Mơ hồ bản 2 và đã bán được tổng cộng là 150.000 đĩa tại Đài Loan, 25.000 đĩa tại Hồng Kông giúp Dương Thừa Lâm thu về 4 triệu Đài tệ (tương đương 2 tỉ VNĐ). Ca khúc chủ đạo của album: Mơ hồ (曖昧 Ai Mei) được hơn 300.000 lượt người tải về làm nhạc chuông chỉ sau khi vừa mới xuất hiện trên đài phát thanh.
Tuy nhiên để có được kết quả mỹ mãn đó, Dương Thừa Lâm đã từ chối 3 bộ phim và công việc chủ trì tiết mục. Tổng cộng đã tổn thất 10 triệu Đài tệ (tương đương 5 tỉ VNĐ). Nhưng dù sao thì Mơ hồ vẫn là một album rất thành công của cô.

## Danh sách bài hát
1. Obedient Or Not "乖不乖" (Guai Bu Guai)
2. My Intuition "曖昧" (Ai Mei)
3. Ideal Lover "理想情人" (Li Xiang Qing Ren)
4. Just Wanna Love You "只想愛你" (Zhi Xiang Ai Ni)
5. Single Eyelid "單眼皮" (Dan Yan Pi)
6. Habit "習慣" (Xi Guan)
7. Not Seeing You "不見" (Bu Jian)
8. Color Of Love "愛情的顏色" (Ai Qing De Yan Se)
9. True Blue
10. Next Time Smiling "下一次微笑" (Xia Yi Ci Wei Xiao)

## Bảng xếp hạng
- #1 Channel [V]
- #1 KKBox

## Giải thưởng
- IFPI Awards Hồng Kông (2006): Đĩa nhạc hát tiếng phổ thông bán chạy nhất[cần dẫn nguồn]